# Holochelus kerimi
Holochelus kerimi är en skalbaggsart som beskrevs av Claudius Rey 1994. Holochelus kerimi ingår i släktet Holochelus och familjen Melolonthidae. Inga underarter finns listade i Catalogue of Life.